# ريبوسويتش

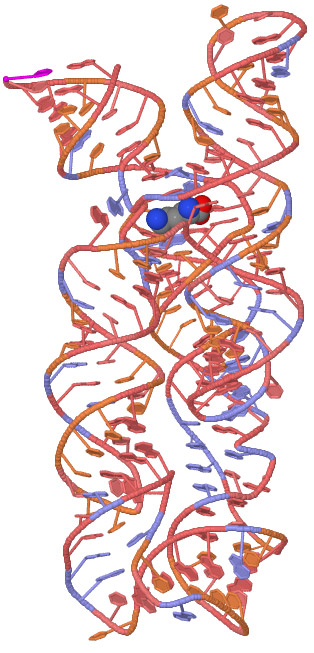
تمثيل ثلاثي الأبعاد لريبوسويتش الليسين.

الريبوسويتش (بالإنجليزية: Riboswitch)‏ هو عنصر (تسلسل) من عناصر المنطقة 5' غير المترجمة في بعض جزيئات الرنا الرسول والذي يرتبط بجزيئات صغيرة ويعمل على تنظيم ترجمة البروتينات المشفرة بها. يتكون الريبوسويتش عادة من نطاقين: الأبتمر ومنصة التعبير، وظيفة الأبتمر هي التعرف على والارتباط بالجزيئات الصغيرة وعادة ما تكون مستقلبات التفاعل الذي يحفزه البروتين المشفر بواسطة ذلك الرنا الرسول، ارتباط الأمبتر يسبب تغييرا في بنية منصة التعبير التي تتخذ بنية ثانوية وتتآثر مع بروتينات الترجمة وتعمل على تنظيم التعبير عن ذلك الجين بتثبيط أو تنشيط عمل تلك البروتينات. أي أن الريبوسويتشات هي إحدى آليات تنظيم التعبير الجيني على مستوى الترجمة. يتداخل نطاقا الأبتمر ومنصة التعبير في منطقة تسمى تسلسل التبديل وهو المسؤول عن تطوي منصة التعبير إلى بنية ثانوية.
اكتشاف أن الكائنات الحديثة تستخدم الرنا للارتباط بجزيئات صغيرة، وتميزها عن نظائرها الأكثر قربا، يوسع قدرات الرنا الطبيعية المعروفة زيادة على تشفير البروتينات، تحفيز التفاعلات أو الارتباط بجزيئات رنا أخرى أو جزيئات بروتينية ضخمة. التعريف الأصلي للمصطلح «ريبوسويتش» يشير إلى أنها تُحِسُّ مباشرة بتراكيز جزيئات المستقلبات الصغيرة. ورغم أن هذا التعريف مازال شائع الاستخدام، إلى أن بعض علماء البيولوجيا يستخدمون التعريف الأشمل الذي يشمل جزيئات الرنا المنظمة-مقرون الأخرى.
لوحظت الريبوسويتشات بشكل أساسي لدى البكتيريا، لكنها تتواجد كذلك لدى بعض النباتات،  والفطريات، والعاثيات، والعتائق. وهي تنظم جزءا معتبرا من جينوم البكتيريا، على سبيل المثال: حوال 2% من جينوم العصوية الرقيقة ينظم بواسطة الريبوسويتشات.